# Скочивирська ущелина

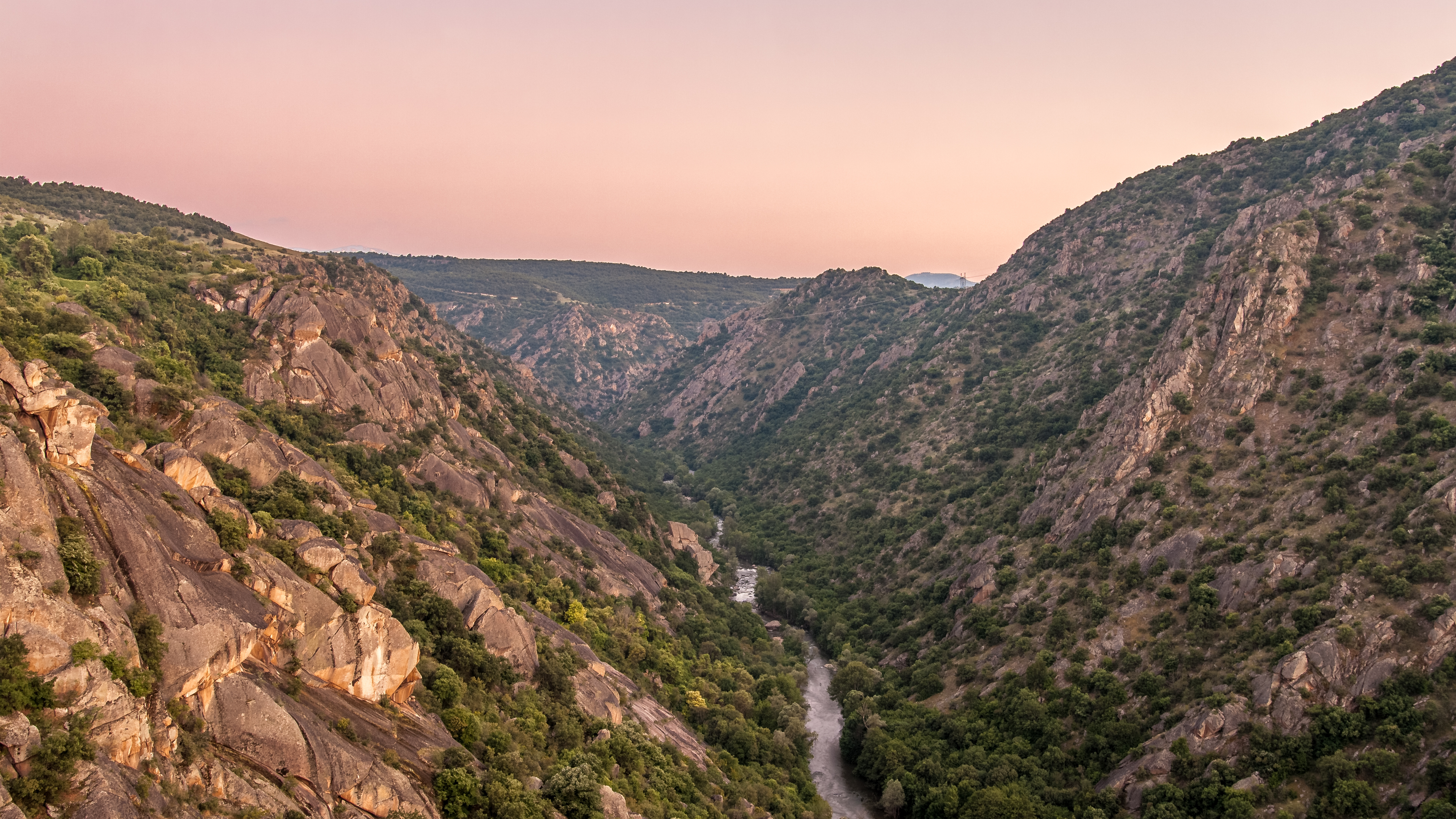
Скочивирська ущелина сформована річкою Црна

Скочивирська ущелина — географічний об'єкт в Північній Македонії. Утворений річкою Црна. Входить у систему гір Скопська-Црна гора. Також цей каньйон утворився через дію Чорного моря, тому рівнина там — середземноморська.
Також цей географічний об'єкт ж національним заповідником.
| Північна Македонія | Це незавершена стаття з географії Північної Македонії. Ви можете допомогти проєкту, виправивши або дописавши її. |